# Metanepsia tsacasi
Metanepsia tsacasi är en tvåvingeart som beskrevs av Loïc Matile 1971. Metanepsia tsacasi ingår i släktet Metanepsia och familjen svampmyggor. Inga underarter finns listade i Catalogue of Life.